# Когосова Любов Соломонівна
Любо́в Соломо́нівна Кого́сова (*2 листопада 1921, Київ - 5 червня  2020, Крефельд, ФРН), український лікар-імунолог, доктор медичних наук, професор.
Народилась в родині професора-стоматолога Соломона Вайсблата.
Племінниця мистецтвознавця та перекладача Володимира Вайсблата та
художника Йосипа Вайсблата, онука рабина Вайсблата Н. Я..
У 1946 році закінчила Київський медичний інститут. Після закінчення інституту й до 1953 року працювала в Інституті експериментальної біології і патології.
З 1953 року — науковий співробітник НДІ туберкульозу (зараз — Український НДІ фтизіатрії та пульмонології імені академіка Ф. Г. Яновського), пізніше - старший науковий співробітник лабораторії імунології. З 1983 року завідувач лабораторії алергології.
1956 року здобула науковий ступінь кандидата медичних наук, у 1971 році ступінь доктора медичних наук. У 1985 році здобула вчене звання професора.
1998 року вийшла на пенсію, мешкала в Німеччині.
Чоловік — Когосов Юзеф Аронович, торакальний хірург, доктор медичних наук.   

## Наукові досягнення
Авторка понад 500 наукових праць з імунології, імунопатології та імунодіагностики туберкульозу та неспецифічних захворювань легенів, у тому числі 10 монографій.
Під керівництвом Любові Когосової захищені 28 кандидатських та 2 докторські дисертації.